# Sint-Niklaaskerk (Liedekerke)

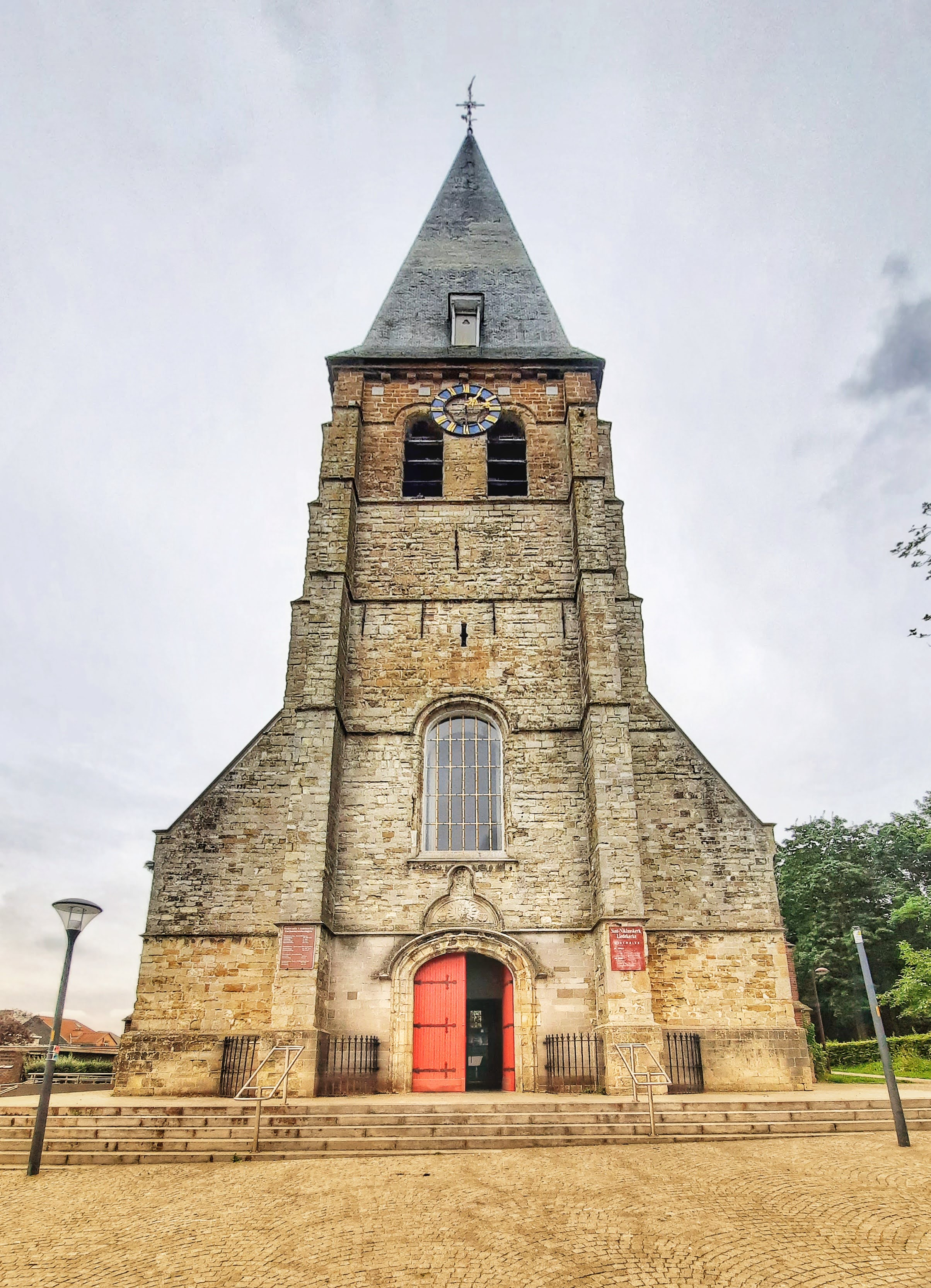
Sint-Niklaaskerk

De Sint-Niklaaskerk is de parochiekerk van de Vlaams-Brabantse plaats Liedekerke, gelegen aan het Gemeenteplein 12.
Deze driebeukige kruisbasiliek in neogotische stijl werd ontworpen door Florent Van Roelen en gebouwd in 1903. Hij heeft een voorgebouwde toren uit 1636 in laatgotische stijl, maar de kern is mogelijk ouder. Deze toren, die door zijkapellen wordt geflankeerd, heeft mogelijk een iets oudere kern.

## Interieur
De kerk heeft een kopie van een in 1946 gestolen, uit 1525 daterend, gotisch beeld van Onze-Lieve-Vrouw ter Muilen. Het kerkmeubilair omvat biechtstoelen van 1659 in de overgangsstijl van renaissance naar barok.